# Ісаково (Великоустюзький район)
Іса́ково (рос. Исаково) — присілок у складі Великоустюзького району Вологодської області, Росія. Входить до складу Трегубовського сільського поселення.

## Населення
Населення — 3 особи (2010; 9 у 2002).
Національний склад (станом на 2002 рік):
- росіяни — 100 %